# أندريا ماركو
أندريا ماركو (بالألبانية: Andrea Marko‏) (3 نوفمبر 1956 بتيرانا في ألبانيا - ) هو لاعب كرة قدم ألباني في مركز الهجوم. شارك مع منتخب ألبانيا تحت 21 سنة لكرة القدم ومنتخب ألبانيا لكرة القدم. أما مع النوادي، فقد لعب مع بارتيزاني تيرانا ودينامو تيرانا ونادي فلامورتاري فلوره.

## وصلات خارجية
- أندريا ماركو على موقع قاعدة بيانات كرة القدم.إي يو (الإنجليزية)
- أندريا ماركو على موقع ناشيونال فوتبول تيمز (الإنجليزية)
- أندريا ماركو على موقع Soccerway.com (الإنجليزية)
- أندريا ماركو على موقع عالم كرة القدم.نت (الإنجليزية)